# فضيحة نبيذ غلايكول ثنائي الايثيلين 1985

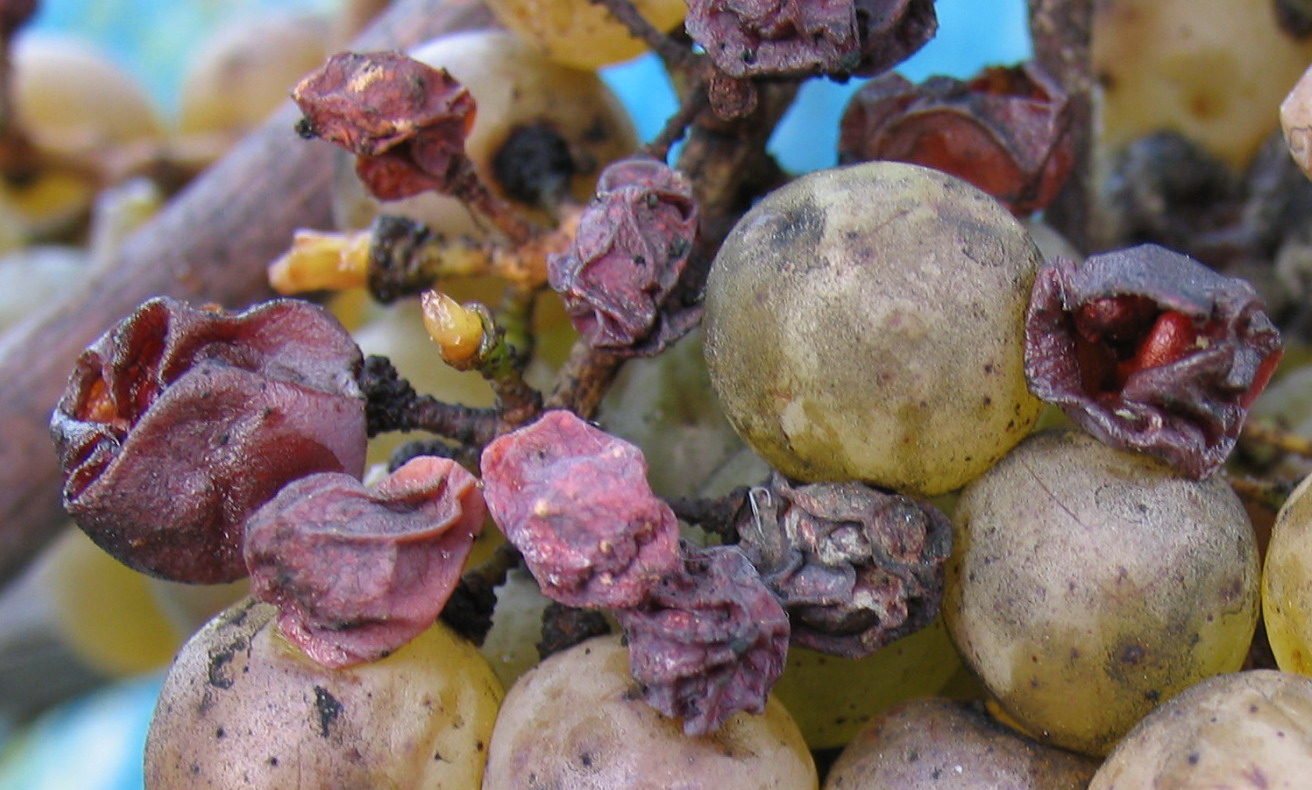
العنب الناضج المتأثر بالعفن النبيل، وهو نوع من العفن الفطري الذي ينمو على العنب وينتج عنه نبيذ حلو ومركّز للغاية عند معالجته.

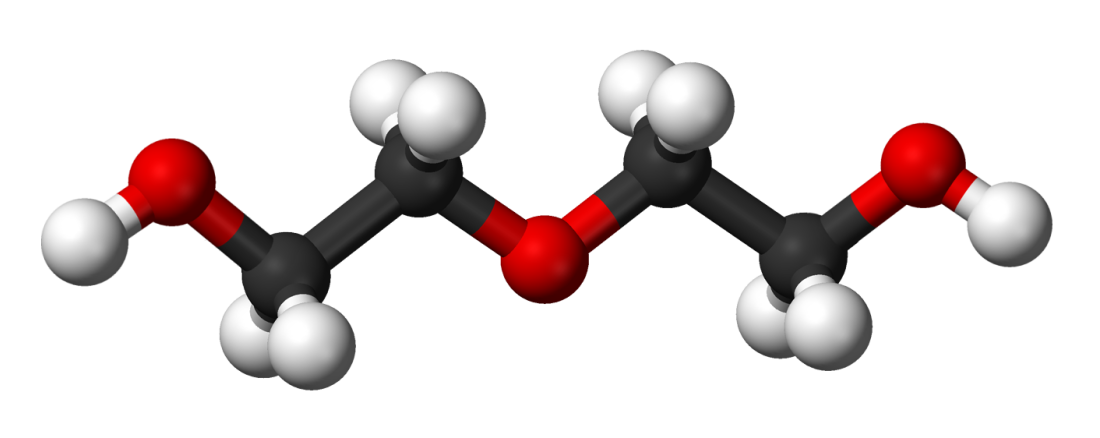
تركيب غلايكول ثنائي الايثيلين الكيميائي.

فضيحة نبيذ غلايكول ثنائي الايثيلين 1985 (بالألمانية: Glykolwein-Skandal) كانت حادثة قامت بها العديد من مصانع النبيذ النمساوية بشكل غير قانوني بغش نبيذها باستخدام مادة سامة غلايكول ثنائي الايثيلين (عنصر ثانوي في بعض العلامات التجارية لمضادات التجمد) لجعل النبيذ يبدو أكثر حلاوة وأكثر كثافة في أسلوب نبيذ الحصاد المتأخر. تم تصدير العديد من هذه الخمور النمساوية إلى ألمانيا الغربية، وبعضها بكميات كبيرة ليتم تعبئتها في مصانع تعبئة كبيرة في ألمانيا الغربية. في هذه المنشآت تم مزج بعض أنواع النبيذ النمساوي بشكل غير قانوني في النبيذ الألماني من قبل المستوردين، مما أدى إلى انتهاء ثنائي إيثيلين جلايكول في بعض نبيذ ألمانيا الغربية المعبأة بكميات كبيرة أيضًا.
تم الكشف عن الفضيحة من قبل مختبرات النبيذ التي تقوم بمراقبة الجودة على النبيذ المباع في ألمانيا الغربية، وتصدرت على الفور عناوين الصحف في جميع أنحاء العالم. تم سحب الخمور المتضررة من السوق على الفور. وحكم على عدد من المتورطين في الفضيحة بالسجن أو بغرامات كبيرة في النمسا وألمانيا الغربية.
كان التأثير قصير المدى للفضيحة هو الانهيار الكامل لصادرات النبيذ النمساوي وخسارة كاملة لسمعة صناعة النبيذ النمساوية بأكملها، مع آثار سلبية كبيرة على سمعة النبيذ الألماني أيضًا. كان التأثير طويل المدى هو أن صناعة النبيذ النمساوية ركزت إنتاجها على أنواع النبيذ الأخرى أكثر من ذي قبل، في المقام الأول النبيذ الأبيض الجاف بدلاً من النبيذ الحلو، واستهدفت بشكل متزايد شريحة سوقية أعلى، لكن صناعة النبيذ النمساوية استغرقت أكثر من عقد للتعافي. كما تم سن قوانين النبيذ أكثر صرامة من قبل النمسا.

## إتلاف الخمور
نتيجة للفضيحة تم إتلاف ما مجموعه 27 مليون لتر من النبيذ (ما يعادل 36 مليون زجاجة أو ما يعادل سبعة أشهر من إجمالي صادرات النبيذ في النمسا على مستوى ما قبل عام 1985) من قبل سلطات ألمانيا الغربية، التي صادرت أو جمعت النبيذ بطريقة أخرى. ثبت أن القيام بذلك بطريقة مقبولة بيئيًا يمثل تحديًا، لأن غلايكول ثنائي الايثيلين كان غير متوافق مع محطات معالجة مياه الصرف الصحي. في النهاية تم إتلاف النبيذ عن طريق سكبه في أفران مصانع الإسمنت كعامل تبريد بدلاً من الماء.